# Едикт из Фонтенблоа
Едикт из Фонтенблоа је закон који је Луј XIV прогласио октобра 1685. године. Тај едикт је познат и као Опозив Нантског едикта из 1598. Укида се слобода вере хугенотима у Француској.

## Последице опозива Нантског едикта
Намера Луја XIV је била да у Француској постоји само католичка црква. Због тога је наредио уништење свих хугенотских цркви и затварање свих протестантских школа. Краљ је већ 1681. донео меру, којом је застрашивао хугеноте. Наредио је да се по хугенотским кућама сместе војници драгуни, који су злостављали укућане. Све је то било са намером да хугеноти промене веру. Мера застрашивања помоћу драгона није била довољна, него је краљ едиктом из Фонтенблоа затворио све цркве и укинуо толеранцију, која је уведена Нантским едиктом 1598. године.
Француску је током двадесет година напустило 200.000 до 500.000 хугенота. Тражили су азил у Енглеској, Холандији, Данској, немачким државицама, Јужној Африци и Северној Америци. Сам Луј XIV је 17. јануара 1686. тврдио да је од 800.000 до 900.000 хугенота у Француској остало њих 1.000 до 1.500. 
Опозив Нантског едикта створио је у Француској стање ствари, слично готово свим европским земљама тога периода. Углавном се толерисала само главна религија. Француска је бегом хугенота изгубила велики број занатлија са вештинама. Одласком су са собом однели знање о битним вештинама, као што је производња свиле, обрада сребра, производња намесштаја. Неки владари су охрабривали хугеноте да дођу код њих. Тако је Фридрих Вилхелм од Бранденбурга издао Едикт из Потсдама, којим је охрабривао хугеноте.

## Француска револуција и наследници хугенота
Закон из 1790. је давао права свим наследницима хугенота, који су протерани због верских разлога да се врате у Француску и да поново уживају права француских држављана. Закон из 1889. потврђивао је одредбе закона из 1790, али под условом да се за свакога који тражи држављанство по том основу донесе одлука. Хугенотски наследници су 1945, изгубили право на француско држављанство.